# Sussex Inlet
Pour les articles homonymes, voir Sussex (homonymie).
Sussex Inlet est un village de Nouvelle-Galles du Sud à la frontière ouest du Territoire de la baie de Jervis. Il touche le Saint Georges Lake au nord, le Swan Lake au sud-ouest et la baie de Wreck et la Mer de Tasman au sud. 